# アルテイルクロニクル
『アルテイルクロニクル』は、コアエッジより配信されていたスマートフォン用ゲームアプリ。略称は『アルクロ』。2016年11月15日サービス開始。基本プレイ無料（アイテム課金制）。
ブラウザ向けカードゲーム『アルテイル』と世界観を共有しつつも、同作とは異なる物語が描かれる。
2020年4月28日をもってサービスを終了した。

## 制作

### 企画
コアエッジは、ブラウザ向けカードゲーム『アルテイル』を長年にわたって運営する中で、同作を開発委した時のような挑戦心と積み重ねてきたノウハウをもってスマートフォン向けアプリへの参入を決め、本作の企画を立ち上げた。

### システム構築
本作のストーリーモードは、封印から解かれた神が世界崩壊の原因を探る内容となっている。
開発側は対人戦であるコロシアムをメインコンテンツと位置付けており、ストーリーモードはキャラクター育成の場であるとしている。
また、スマートフォン向けゲームとしての最適化を図ると同時に、カードゲームの初心者でも親しめるようにするため、カードバトルの部分は完全なオートバトルとなった。

## 反響
本作のダウンロード回数は400万回を突破し、2019年10月4日から10月15日までの期間限定でキャンペーンが開かれた。